# Carassioides
Carassioides is een geslacht van straalvinnige vissen uit de familie van eigenlijke karpers (Cyprinidae).

## Soorten
- Carassioides acuminatus (Richardson, 1846)
- Carassioides argentea Nguyen, 2001
- Carassioides macropterus Nguyen, 2001